# 姚绍福
姚绍福（1932年10月13日—2001年11月17日），湖南桃源人，飞航导弹武器系统总体设计专家，中国工程院院士。

## 履历[1]
- 1959年，于原苏联莫斯科动力学院毕业。
- 1997年，当选中国工程院院士。